# Quần thể hang động Paisley
Quần thể hang động Paisley là một hệ thống gồm bốn hang động trong một khu vực khô cằn, hoang vắng ở phía nam trung bộ Oregon, Hoa Kỳ ở phía bắc thành phố Paisley, Oregon ngày nay. Các hang động nằm trong lưu vực Hồ mùa hè ở độ cao 4.520 feet (1.380 m) và hướng về phía tây trong một sườn núi của thời kỳ Miocene và Pliocene trộn lẫn với các đá từ tro núi lửa mềm và dăm kết, từ đó các hang động được chạm khắc bởi sóng thời kỷ Pleistocene  từ hồ mùa hè. Một trong những hang động có thể chứa bằng chứng khảo cổ về sự hiện diện lâu đời nhất của con người ở Bắc Mỹ. Địa điểm này được Luther Cressman nghiên cứu đầu tiên vào những năm 1930.
Các cuộc khai quật và phân tích khoa học từ năm 2002 đã phát hiện ra những khám phá mới đáng kể. Chúng bao gồm các tài liệu có bằng chứng DNA lâu đời nhất về nơi cư trú con người ở Bắc Mỹ. DNA, định tuổi bằng cacbon-14 cho thấy niên đại đến 14.300 năm trước, đã được tìm thấy ở người dưới đất coprolite (phân hóa thạch) được phát hiện trong động Paisley Five Mile Point ở nam trung bộ Oregon. Các hang động đã đưa vào vào Sổ bộ Địa danh Lịch sử Quốc gia Hoa Kỳ trong năm 2014.